# Laura Cardoso
Laurinda de Jesus Cardoso Baleroni (São Paulo, 13 de septiembre de 1927) más conocida por su nombre artístico Laura Cardoso es una Primera actriz brasileña.

## Biografía
Un pionero de la televisión en Brasil, Laura ha trabajado en teleteatros, series y novelas de la década de 1950 en la TV Tupi, que debutó en 1952 con la Corte del corazón, y más tarde en la sindicación. Es una de las actrices que protagonizaron más televisión con 74 obras en el plan de estudios, entre ellos más de 50 novelas. También hizo 28 películas para el cine. En 2002 ganó el trofeo Mario Lago por su cuerpo de trabajo en la televisión. Es la viuda del actor, escritor, director y productor de televisión Fernando Baleroni con la que tuvo dos hijas. Fátima y Fernanda.
En noviembre de 2006, recibió del presidente Luiz Inácio Lula da Silva, la Orden del Mérito Cultural, otorgado a personalidades e instituciones que destacan por su contribución a la cultura brasileña.
De Laura Cardoso hija, nieta y bisnieta de portugueses.

## Trabajos en la televisión
- 1952 - Tribunal do Coração ....
- 1958 - Casa de Bonecas .... Nora
- 1958 - Os Miseráveis .... Fantine
- 1962 - A Noite Eterna .... Marta
- 1963 - Moulin Rouge .... Condessa
- 1964 - Gutierritos, o Drama dos Humildes .... Rosa
- 1965 - Olhos que Amei .... Zoraia
- 1965 - Fatalidade .... Nicole
- 1966 - Abnegação .... Gilda
- 1967 - Os Rebeldes .... Margarida
- 1968 - A Última Testemunha .... Mariana
- 1969 - Algemas de Ouro .... Leonor
- 1970 - As Pupilas do Senhor Reitor .... Teresa
- 1971 - Os Deuses Estão Mortos .... Júlia
- 1972 - Os Fidalgos da Casa Mourisca .... Gabriela
- 1972 - O Leopardo .... Carmen
- 1975 - Ovelha Negra .... Donana
- 1976 - Os Apóstolos de Judas .... Fátima de Conceição
- 1979 - Gaivotas .... Veronica
- 1981 - Brilhante .... Alda Sampaio
- 1982 - Ninho de Serpente .... Eugênia
- 1982 - Renúncia .... Margarida
- 1983 - Pão Pão, Beijo Beijo .... Donana
- 1984 - Livre para Voar .... Caroline
- 1987 - Expresso Brasil .... Dorotéia Cajazeira
- 1988 - Fera Radical .... Marta/ Mirtes
- 1990 - Rainha da Sucata .... Iolanda Maia
- 1991 - Felicidade .... Cândida
- 1993 - Mujeres de arena .... Isaura Araújo
- 1994 - A Viagem .... Guiomar Muniz
- 1995 - Irmãos Coragem .... Sinhana
- 1995 - Explode Coração .... Soraya
- 1996 - Salsa & Merengue .... Ruth
- 1998 - Mi buen querer .... Yeda
- 1999 - Vila Madalena .... Deolinda
- 2000 - Vidas Cruzadas .... Natália Oliveira Barros
- 2001 - A Padroeira" .... Silvana
- 2002 - Tierra Esperanza .... Madalena
- 2003 - Agora que São Elas .... Cartomante
- 2003 - Chocolate con pimienta .... Carmem da Silva
- 2004 - Como una ola .... Dona Francisquinha
- 2005 - Hoje é Dia de Maria .... Senhora dos Dois Mundos
- 2006 - Belíssima .... Lídia Falcão
- 2006 - O Profeta .... Abigail
- 2007 - Deseo prohibido .... Sebastiana
- 2008 - Dos caras .... Alice
- 2008 - Ciranda de Pedra .... Prosópia
- 2009 - Caminho das Índias .... Laksmi Ananda
- 2010 - Río del destino .... Mariquita
- 2012 - Gabriela .... Maria Doroteia Leal (Dodô Tanajura)
- 2013 - Flor del Caribe .... Veridiana
- 2014 - Segunda Dama .... Sarah Garcez
- 2014 - Boogie Oogie .... Lúcia
- 2014 - Imperio .... Jesuína Ferreira
- 2016 - Sol Nascente .... Maria Aparecida Teixeira Correia (Dona Sinhá)
- 2017 - O Outro Lado do Paraíso  .... Caetana de Sousa (Madame Caetana)
- 2019  - A Dona do Pedaço .... Doña Matilde Azevedo